# Ulanhu
Ulanhu o Ulanfu (in mongolo ᠤᠯᠠᠭᠠᠨᠬᠦᠦ; in cinese 烏蘭夫T, 乌兰夫S; Bandiera sinistra di Tumed, 23 dicembre 1907 – Pechino, 8 dicembre 1988) è stato un generale e politico cinese, conosciuto anche con il suo nome cinese di Yun Ze (雲澤T, 云泽S), è stato il fondatore della regione autonoma della Mongolia Interna, guidandola dal 1947 al 1966, aveva il soprannome di "Visconte Mongolo" durante la sua carriera politica, è stato vice-primo ministro della Repubblica Popolare Cinese dal 1956 al 1966, fu purgato e rimosso da tutti i suoi incarichi nel 1966 durante la Rivoluzione culturale ma in seguito è stato riabilitato, tra il 1983 e il 1988 è stato Vicepresidente della Repubblica Popolare Cinese.
Ulanhu fu il più alto ufficiale della minoranza durante la storia della Repubblica Popolare Cinese, e divenne un'icona di lealtà sia verso il popolo mongolo che la Repubblica Popolare Cinese.  Eccetto il periodo della Rivoluzione culturale, la sua famiglia ebbe il dominio delle politiche della Mongolia Interna.  Suo figlio Buhe fu presidente della Mongolia Interna per un decennio, e sua nipote Bu Xiaolin è stata nominata nella stessa posizione nel 2016.

## Inizio della carriera
Ulanhu nacque nella Bandiera sinistra di Tumed, giusto fuori dalla città di Hohhot, figlio di una famiglia di pastori di etnia mongola tümed. Frequentò la scuola elementare nella sua città natale, e studiò in seguito all'Università mongolo-tibetana di Pechino. Entrò a far parte della Lega della gioventù socialista della Cina (in seguito rinominata Lega della Gioventù Comunista Cinese) nel 1924, intendendo diventare un rivoluzionario comunista. Nel 1925 entrò a far parte del Partito Comunista Cinese e venne inviato a studiare all'Università Sun Yat-sen di Mosca in Unione Sovietica per studiare il marxismo. A Mosca condivise il suo banco con Chiang Ching-kuo, il figlio di Chiang Kai-shek.
Nel 1929, quando ritornò dai suoi studi iniziò ad organizzare delle manifestazioni comuniste in Mongolia e venne nominato membro del comitato di lavoro della Mongolia-occidentale del Partito Comunista Cinese. Nel 1931 venne scelto per dirigere gli uffici militari e di intelligence in Mongolia, servendo con la Lega di Ikh Juu (ora la città di Ordos). Durante la Seconda guerra mondiale guidò le sue forze militari nel tentativo di fermare le truppe giapponesi nell'avanzare verso Hohhot e guidò i suoi ufficiali nella marcia dallo Shaanxi del Nord dove continuò a combattere contro le forze giapponesi. Nell'agosto 1941 arrivò alla base rivoluzionaria dello Yan'an iniziando a lavorare sugli affari etnici.

## Durante la Guerra civile
Durante la Guerra civile cinese, fu uno dei comandanti durante la Campagna del Pingjin e durante la Campagna del Liaoshen guidò anche le forze comuniste nella distruzione dei banditi locali e le forze anti-comuniste in Mongolia. Ebbe un ruolo strumentale nel portare la Mongolia Interna sotto il controllo del Partito Comunista Cinese e venne eletto come Governatore effettivo e Presidente fondatore del Governo autonomo della Mongolia Interna nel 1947. La Mongolia Interna fu una delle prime cinque regioni autonome riconosciute in Cina. Nel settembre 1954 venne nominato vice-primo ministro divenendo l'ottavo uomo più potente all'interno del regime comunista cinese.
Nel 1955 venne promosso al grado di generale (shang jiang) divenendo uno dei soli 57 generali a ricevere l'onore di essere un "generale fondatore" della Repubblica Popolare Cinese. Fu segretario del Partito Comunista Cinese e presidente della Mongolia Interna fino al 1966.

## Rivoluzione culturale
All'inizio della Rivoluzione culturale le Guardie rosse tentarono di assaltare i quartier generali del governo della Mongolia Interna. Ulanhu uso' le sue truppe per fermarle, ma per questo fu inviso a Pechino. Per questo episodio fu costretto a dimettersi, venne accusato di "aver guidato la Mongolia Interna come un regno indipendente" e sospettato di essere membro dell'indipendentista Partito Rivoluzionario della Mongolia Interna, accusa poi rivelatasi falsa. Ciò nonostante riuscì a sopravvivere alla Rivoluzione culturale  grazie all'aiuto del primo ministro Zhou Enlai.

## Riabilitazione e morte
Ulanhu venne riabilitato nel 1973 prima del 10º congresso del Partito Comunista Cinese con la benedizione dello stesso Mao Zedong. Nel 1977 divenne direttore del dipartimento del fronte unito dell'organizzazione centrale del Partito Comunista Cinese. Insieme ad altri diversi incarichi fu vicepresidente della Repubblica Popolare Cinese sotto il presidente Li Xiannian dal 1983 al 1988. Fino al termine del suo mandato come vicepresidente venne eletto anche come vicepresidente del Congresso nazionale del popolo. Morì nel 1988 dopo una breve malattia. Venne elogiato con alti onori dal dominante Partito Comunista Cinese.
Nel 1992 la sala del suo memoriale a Hohhot venne aperta al pubblico. Le sue opere selezionate vennero pubblicate nel 1999 ad una cerimonia dedicata presenziata dal presidente e Segretario generale del Partito oComunista Cinese Jiang Zemin. Nel dicembre 2007 il Partito Comunista Cinese tenne una conferenza di alto profilo per commemorare il 100º anniversario della sua nascita. Nel 2009 l'opera televisiva di storia epica "la primavera arriva presto nelle praterie" mandata in onda sulla televisione cinese comprese una sezione dedicata alle sue azioni compiute durante la rivoluzione comunista.

### Annotazioni
1. ↑  Nome di battaglia in lingua mongola, lett. "figlio rosso", vedasi: (EN) Fernanda Pirie e Toni Huber, Conflict and Social Order in Tibet and Inner Asia, BRILL, 31 luglio 2008, ISBN 978-90-474-4259-2..

### Riferimenti
1. ↑  (EN) Gries, Peter Hays; Rosen, Stanley (2004). State and Society in 21st Century China: Crisis, Contention, and Legitimation..
2. ↑  (EN) Bulag, Uradyn Erden (2002). The Mongols at China's Edge: History and the Politics of National Unity. Rowman & Littlefield. pp. 213–4. ISBN 978-0-7425-1144-6..